# Bezold-Jarisch-Reflex
Der Bezold-Jarisch-Reflex ist ein vom Herzmuskel ausgehender Schonreflex. Es handelt sich um eine Kombination aus verlangsamtem Herzschlag (Bradykardie), erniedrigtem Blutdruck (Hypotonie) und unzureichender Atmung (Hypopnoe) als Reaktion auf die Einwirkung schädigender Substanzen auf den Herzmuskel. Mit dem Phänomen wurde erstmals ein Reflex bekannt, der nicht auf mechanische Weise ausgelöst wird. Benannt wurde der Reflex nach dem deutschen Physiologen Albert von Bezold (1836–1868) und dem österreichischen Pharmakologen Adolf Jarisch junior (1891–1965).
Der Bezold-Jarisch-Reflex wird als Kombination eines kardiokardialen Eigenreflexes (Bradykardie) und eines kardiovaskulären Fremdreflexes (Hypotonie) angesehen. Neben der Reizung von Dehnungsrezeptoren wird eine chemische Reizung (z. B. bei hypoxischen Zuständen) im linken Ventrikel als Ursache vermutet.
Jarisch stieß nur zufällig auf die Untersuchungen Albert von Bezolds, weil einer seiner Mitarbeiter regelmäßig beim Pulverisieren von Mistelblättern Niesanfälle bekam. Dies veranlasste Jarisch, über die Nieswurz nachzulesen, wobei er von Bezolds Arbeiten zur Wirkung von Veratrin fand. Jarisch beschäftigte sich intensiv mit diesem von ihm bezeichneten „Bezold-Effekt“ und veröffentlichte zwischen 1939 und 1949 zwölf weitere Arbeiten zur Aufklärung der physiologischen und pharmakologischen Mechanismen.
Der Begriff „Bezold-Jarisch-Reflex“ findet sich erstmals bei Schäfer. Das exakte Reflexgeschehen ist noch nicht abschließend geklärt.